# Bazouges-la-Pérouse
Bazouges-la-Pérouse (bretonisch: Bazeleg-ar-Veineg) ist eine französische Gemeinde mit 1.865 Einwohnern (Stand: 1. Januar 2022) im Département Ille-et-Vilaine in der Region Bretagne. Sie gehört zum Arrondissement Fougères-Vitré und zum Kanton Val-Couesnon. Die Einwohner werden Bazougeais und Bazougeaises genannt.

## Geographie
Bazouges-la-Pérouse liegt etwa 30 Kilometer westnordwestlich von Fougères. Umgeben wird Bazouges-la-Pérouse von den Nachbargemeinden
- Trans-la-Forêt im Norden und Nordwesten,
- Vieux-Viel im Norden,
- Val-Couesnon mit La Fontenelle im Nordosten und Tremblay im Osten,
- Rimou im Süden und Südosten,
- Saint-Rémy-du-Plain im Süden,
- Marcillé-Raoul im Südwesten,
- Noyal-sous-Bazouges im Westen,
- Cuguen im Westen und Nordwesten.

## Geschichte
Das Gebiet von Bazouges-la-Pérouse ist seit der Bronzezeit besiedelt, was Ausgrabungen nachgewiesen haben.
Die Pfarrei wird erstmals im 7. Jahrhundert erwähnt.
An dem 11. Jahrhundert besaß die Stadt Marktrecht und einen Ortsadel. Die zwei Kirchen standen sich im Zentrum gegenüber. Kurz danach war bereits ein königliches Gericht und eine Dömänenverwaltung ansässig.
Ab 1588 entstand die Stadtbefestigung. Im 16. Jahrhundert hatte Bazouges über 5000 Einwohner, die von der Landwirtschaft und vom Handel lebten. Die prosperierende Entwicklung wurde von den Hugenottenkriegen und später von der Revolution gebremst.

## Bevölkerungsentwicklung
| Jahr                      | 1962 | 1968 | 1975 | 1982 | 1990 | 1999 | 2006 | 2012 | 2020 |
| Einwohner                 | 2269 | 2055 | 1999 | 2029 | 1951 | 1854 | 1840 | 1844 | 1860 |
| Quelle: Cassini und INSEE |      |      |      |      |      |      |      |      |      |

## Sehenswürdigkeiten
Siehe auch: Liste der Monuments historiques in Bazouges-la-Pérouse
- Menhir (aus der Zeit zwischen 5000 und 2000 vor Christus)
- Kirche Saint-Pierre-Saint-Paul, teilweise gotischer Bau, Glasfenster von 1573/74 (siehe Marienfenster und Passionsfenster), seit 1919 Monument historique
- Schloss La Ballue aus dem 17. Jahrhundert, mit Park, seit 1999 in Teilen als Monument historique eingeschrieben
- Haus aus dem Jahre 1604, Fassaden und Dächer seit 1934 als Monument historique eingeschrieben
- Haus aus dem 17. Jahrhundert, an der Straße zur Kirche gelegen, Fassade seit 1930 als Monument historique eingeschrieben
- Haus Les Pendus
- Wald und See Villecartier

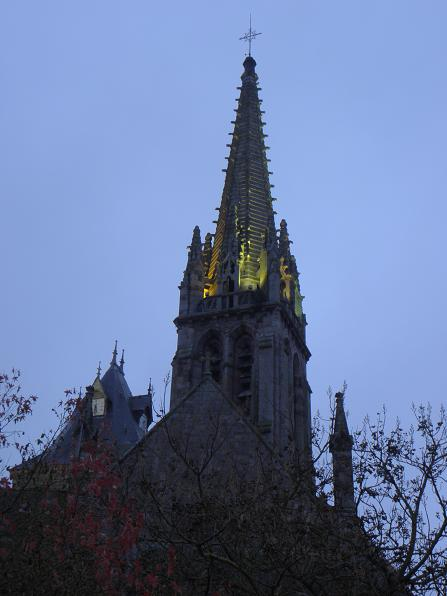
Kirche Saint-Pierre-Saint-Paul
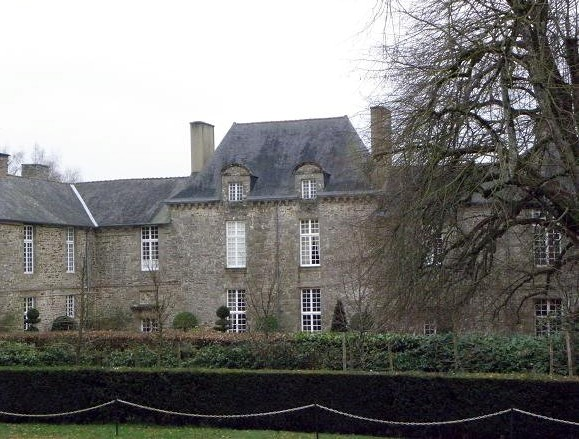
Schloss La Ballue
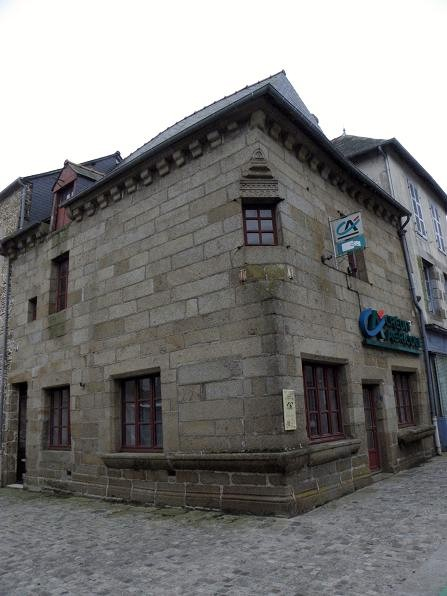
Haus am Platz der Töpferwaren
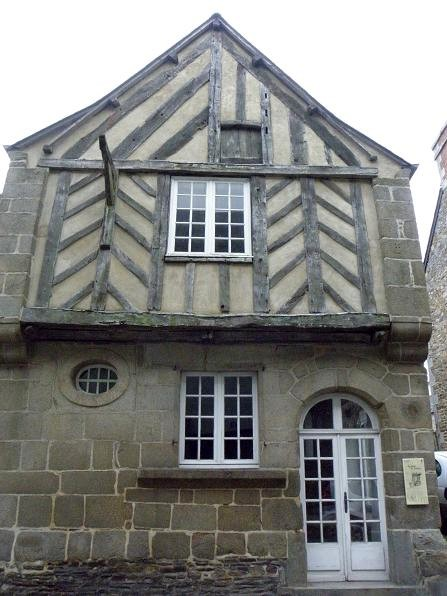
Haus an der Straße zur Kirche
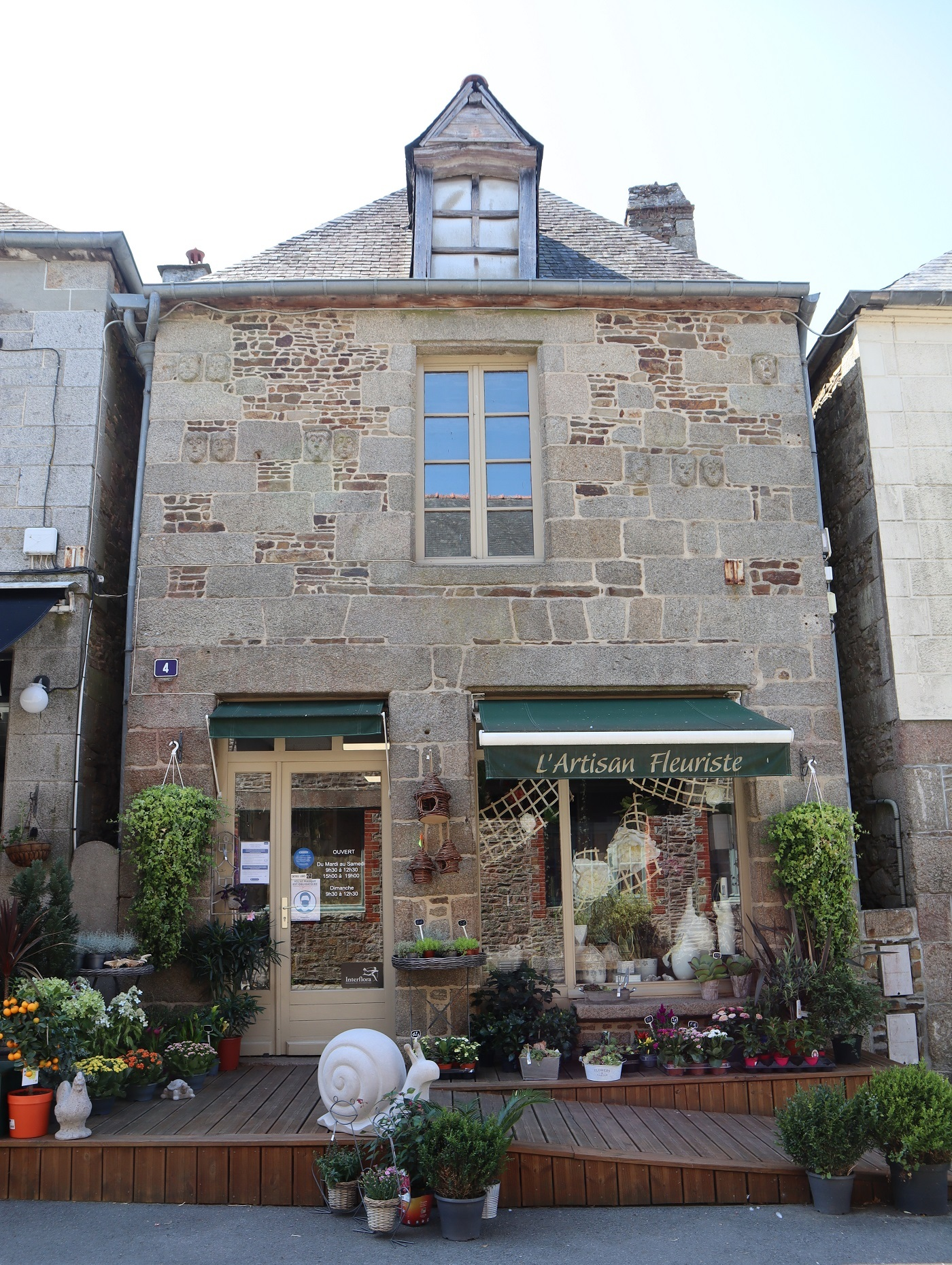
Haus Les Pendus